# Papyrus 83
Papyrus 83 (nach Gregory-Aland mit Sigel {\displaystyle {\mathfrak {P}}}83 bezeichnet) ist eine frühe griechische Abschrift des Neuen Testaments. Dieses Papyrusmanuskript enthält Teile des Matthäusevangeliums. Es sind nur die Verse 20,23–25,30–31; 23,39–24,1.6 erhalten geblieben. Mittels Paläographie wurde es auf das 6. Jahrhundert datiert.
Das Manuskript wurde in Khirbet Mird in Palästina gefunden. Der griechische Text ist wahrscheinlich gemischt. Aland ordnete ihn wegen seines Alters in Kategorie III ein.
Die Handschrift wird in der Bibliothek der Katholieke Universiteit Leuven unter der Signatur P. A. M. Khirbet Mird 16 und P. A. M. Khirbet Mird 27 in Löwen aufbewahrt. Die Schrift wurde bei einem Wasserschaden abgewaschen, konnte aber dank alter Fotos veröffentlicht werden.